# Sury-ès-Bois
Sury-ès-Bois település Franciaországban, Cher megyében. Lakosainak száma 300 fő (2022. január 1.). Sury-ès-Bois Assigny, Jars, Santranges, Savigny-en-Sancerre, Thou, Vailly-sur-Sauldre és Pierrefitte-ès-Bois községekkel határos.

## Népesség
A település népessége az elmúlt években az alábbi módon változott:
| Lakosok száma | 506  | 371  | 350  | 296  | 256  | 259  | 270  | 278  | 279  | 300  |
|               | 1968 | 1982 | 1990 | 2006 | 2013 | 2015 | 2017 | 2019 | 2020 | 2022 |